# Гай Валерий Флак
Вижте пояснителната страница за други личности с името Валерий Флак.
Гай Валерий Флак (на латински: Gaius Valerius Flaccus Setinus Balbus; † пр. 90 г.) е римски поет по време на императорите Веспасиан и Тит през 1 век.
Произлиза от Сетия (дн. Сеце) в Лацио. Приятел е с Марциал. Той е член на Квиндецимвирата, който се грижи за Сибилските книги. Квинтилиан е единственият древен писател, който го споменава.
През 70 г. пише на латински епос със заглавието Argonautica, посветен на Веспасиан, по случай заминаването му в Британия. В произведението си споменава избухването на Везувий (79). Подражава на „Аргонавтика“ на Аполоний Родоски. Произведението му се състои от осем книги и остава незавършено.

## Издания и преводи
- W.-W. Ehlers (Hg.): C. Valeri Flacci Argonauticon libri octo (1980)
- P. Dräger(lat.-dt.): Argonautica/Die Argonautenfahrt (2003)
- Argonautica, латински текст
- Loeb classical library (под № 286): онлайн, английски превод
- Collection Budé поема публикувана в 2 тома.

Руски превод:
- Сведения о Скифии и Кавказе. „Вестник древней истории“ (ВДИ). 1949. № 2. С. 340 – 351.